# Anton Dilger

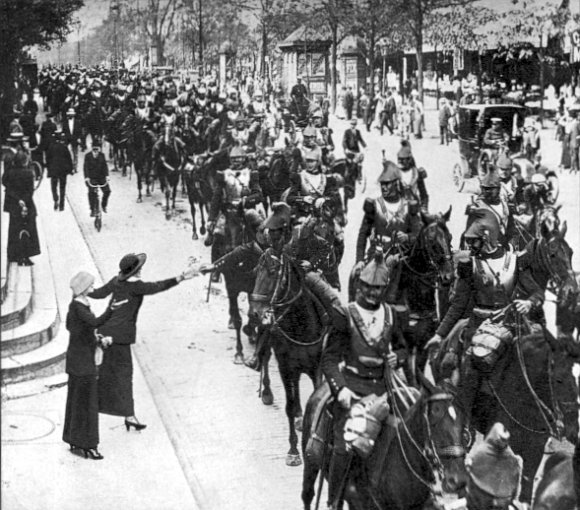
Francia nehézlovasság 1914-ben.

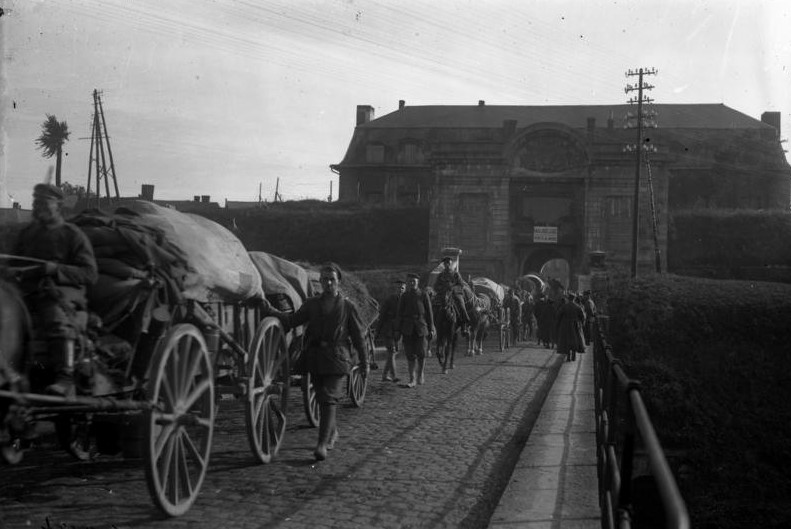
A frontokon nagyrészt igásállatok mozgatták az utánpótlást és a tüzérséget. Német csapatok Franciaországban.

Anton Casimir Dilger (1884. február 13. – 1918. október 17.) német-amerikai orvos, az első világháború idején a német bioterrorista szabotázs akciók kulcsfigurája.

## Élete
Dilger a virginiai Front Royalban született. Apja az Amerikai Egyesült Államok katonatisztje volt, aki az amerikai polgárháborúban szerzett érdemeiért megkapta becsületrendet. Kilencéves korától Németországban tanult. Bensheimben végezte el a gimnáziumot, majd Heidelbergben és Münchenben tanult orvostudományokat. Doktori disszertációját az állati sejtek és szövetek tenyésztésének lehetőségeiről írta, majd summa cum laude minősítéssel védte meg 1912-ben.
A háború kitörése Németországban érte, de 1915-ben hazatért Amerikába. Lépfene és takonykór tenyészetekkel érkezett, azért, hogy Németország érdekében bioterrorista szabotázs akciókat hajtson végre.
Bátyjával, Carl Dilgerrel laboratóriumot hoztak létre Washington közelében, ahol a fenti betegségek kórokozóit, Bacillus anthracis és Burkholderia mallei baktériumokat tenyésztettek. Elsőként Baltimore kikötőiben toboroztak kikötői munkásokat, akiket a fertőzés terjesztéséért fizettek, később más kikötőkben is. A munkások berakodásra váró igásállatokat, lovakat és öszvéreket fertőztek a tenyészetekkel. Kezdetben injekciós tűket használtak, majd később már kockacukorba rejtett apró üvegfiolák által terjesztették a fertőzést. A szabotázs akciók 1916. végén értek véget, mikor Dilger visszatért Németországba. Hamarosan újra Amerikában érkezett, de itt megvádolták azzal, hogy német ügynök volt. Az FBI vizsgálat elől Mexikóba menekült, ahol álnéven élt. Innen Spanyolországba utazott, ahol végül a spanyolnátha járvány áldozataként halt meg.

## A szabotázs
A világháború idején a semleges Románia, Norvégia, Spanyolország és Argentína kikötőiben is hasonló titkos német akciók zajlottak. Bár maga Dilger ekkortájt nem járt ezekben az országokban, de mivel a teljes német biofegyver programban ő az egyetlen olyan ismert személy, akinek orvosi mikrobiológiai tanulmányai voltak, ezért feltételezhető, hogy ő volt a teljes program szakmai vezetője. Azt akarta elérni, hogy az Antant országok ne jussanak kellő mennyiségű igásállathoz, ezáltal hadseregeik a mozgásképtelenné váljanak a frontokon. Az első világháborúban a katonaságot – és különösen az utánpótlást meg a tüzérséget – elsősorban igásállatok mozgatták a frontokon. A német szabotázs eredményessége nem ismert. Háború idején a tömegesen szállított emberek és igásállatok közt spontán módon is felütik fejüket a gyilkos járványok, a német bioterror támadások talán ezért sem keltettek figyelmet. A háború után azonban a nemzetközi sajtót is bejárta a hír – és Ilosvay Lajos is említi 1927-ben –, hogy egyes fővárosokban a kiürített német nagykövetségek épületében mikrobiológiai laboratóriumot találtak.